# Parthenocodrus elongatus
Parthenocodrus elongatus är en stekelart som först beskrevs av Alexander Henry Haliday 1839.  Parthenocodrus elongatus ingår i släktet Parthenocodrus, och familjen svartsteklar. Arten är reproducerande i Sverige.